# Una Canger
Una Canger, nata come Una Rasmussen (14 maggio 1938), è una linguista danese specializzata nelle lingue mesoamericane.

## Biografia
La maggior parte delle opere che ha pubblicato riguardano la lingua nahuatl, con un particolare interesse per la dialettologia del nahuatl moderno, e viene considerata una dei maggiori esperti mondiali di questa tematica. Ha avuto un impiego presso l'Università di Copenaghen, dove ha guidato il dipartimento per le Lingue e Culture dei Nativi Americani fino all'età di 70 anni (raggiunti nel 2008) quando è stata costretta ad andare in pensione.
Figlia del famoso architetto danese Steen Eiler Rasmussen, fu ammessa al primo corso femminile del dipartimento di Linguistica dell'Università di Copenaghen, dove si interessò alle teorie di Louis Trolle Hjelmslev. In seguito ricevette una laurea dalla Università della California - Berkeley nel 1968, discutendo una tesi sul glossario grammaticale della lingua maya mam. Lavorò sulle lingue maya per un certo tempo, ed in particolare sulle lingue mam, teco e lacandón. Dopo aver ricevuto l'offerta di un impiego presso l'Università di Copenaghen, iniziò a studiare la lingua nahuatl classica, che in seguito portò ai suoi studi sulla dialettologia del nahuatl moderno.

## Opere
- 1976, con Karen Adrian; K. Lings, Kjeld; Nilsson, Jette y Schlanbusch, Anne, Diccionario de vocabulos aztecas contenidos en El arte de la Lengua Mexicana de Horacio Carochi, Copenaghen, Università di Copenaghen
- 1980, Five Studies inspired by nahuatl Verbs in -oa, Travaux du Cercle Linguistique de Copenhague 19, Copenaghen
- 1980, Sociolinguistic variation, language change in its social setting, Preliminary report on an Aztec case study, Ms. Symposium on Uto-Aztecan Historical Linguistics, 24-26 giugno 1980, Albuquerque, Nuovo Mexico
- 1981, Reduplication in Nahuatl, in dialectal and historical perspective, Texas Linguistic Forum 18, ed. da Frances Karttunen, 29-54, Austin, Department of Linguistics, The University of Texas
- 1985, con Karen Dakin, An inconspicuous basic split in Nahuatl, International Journal of American Linguistics [IJAL] 51, 358-361
- 1988, Another look at Nahuatl -āškā ‘possession’, IJAL, 54.2, 232-235
- 1988, Nahuatl dialectology: A survey and some suggestions, IJAL, 54.1, 28-72
- 1988, Subgrupos de los dialectos nahuas, Smoke and Mist: Mesoamerican Studies in Memory of Thelma D. Sullivan, ed. da J. Kathryn Josserand e Karen Dakin. 473-498, Oxford, BAR International Series 402, parte ii
- 1990, Review, An Analytical Dictionary of Nahuatl (Karttunen), IJAL 52, 188-196
- 1990, Una nueva construccion en nahuatl: un prestamo o un cambio fundamental bajo la influencia del espanol, Homenaje a Jorge A. Suarez, Linguistica indoamericana e hispanica, ed. da Beatriz Garzy Cuaron e Paulette Levy, 137-142
- 1992, Copenaghen Nahuatl Dictionary Project, Description and Manual, 85s, Inst. for Religionshistorie, København
- 1992, På rejse gennem det aztekisk sprog, in: Møde mellem to verdener. Amerikas opdagelse fra præcolumbiansk til nyeste tid s. 51-59, Tove Tybjerg & Hjørdis Nielsen, Museum Tusculanums Forlag, København
- 1992, con Michael Thomsen, CONDIP (Copenaghen Naguatl Dictionary Project), Diskette, Università di Copenaghen
- 1992, Beskrivelse af minoritetssprog. Et sprogvidenskabeligt perspektiv, in Minoriteter, En grundbog, Fjorten synsvinkler på minoritetsstudier s. 95-117, Helen Krag & Margit Warburg, Spektrum
- 1993, In tequil de morrales. El trabajo de morrales, 135 s. C.A. Reitzels Boghandel A/S, København
- 1994,  Fieldwork and Field Methods, in The Encyclopedia of Language and Linguistics s. 1219-1221, R.E. Asher, Pergamon Press, Oxford-New York-Seul-Tokyo
- 1995, Artes pocos conocidos del nahauatl, La "découverte" des langues et des écritures d'Amérique, amerindia 19/20, s. 183-191
- 1996, Is there a passive in nahuatl, in Content, expression and structure: studies in Danish functional grammar s. 1-15, Engberg-Pedersen, Elisabeth, et al. John Benjamin's Publishing Co., Amsterdam
- 1997, El arte de Horacio Carochi, in La descripción de las lenguas amerindias en la época colonial s. 59-74, Klaus Zimmermann, Instituto Ibero-Americano, Berlino
- 1998, Náhuatl en durango-nayarit, in: IV Encuentro Internacional de Lingüística en el Noroeste s. 129-149, Estrada, Fernández, Zarina et al. Editorial Unison, Hermosillo, Sonora
- 2000, Review of: Panorama de los estudios de las lenguas indigenas de México (Bartholomew, Lastra, and Manrique), International Journal of American Linguistics 66 (2), s. 269 - 271
- 2000, Review: J. Lockhart, C.M. Stafford Poole & Lisa Sousa (eds. and translators): The Story of Guadalupe, C.M. Stafford Poole: Our Lady of Guadalupe, Tidsskriftet Antropologi 41, s. 122-123
- 2000,  Stress in Nahuatl of Durango. Whose Stress?, in: Uto-Aztecan: Structural, Temporal, and Geographic Perspectives s. 373-386, E.H. Casad & T.L. Willett, Universidad de Sonora, Hermosillo, Sonora
- 2001, Mexicanero de la Sierra Madre Occidental, Archivo de Lenguas Indígenas de México 180 s, El Colegio de México
- 2001, Le rôle de Francis Whitfield, in: Louis Hjelmslev a cent´anni dalla nascita s. 229 - 243, Romeo Galassi & Margherita De Michiel. Imprimitur, Padova
- In Tequil de Morrales. Working with maguey, 135 s. C.A. Reitzels Boghandel A/S, København 1993
- 2002, An Interactive Dictionary and Text Corpus for Seventeenth-Century Nahuatl, in: Making Dictionaries. Preserving Indigenous Languages of the Americas s. 195-218, William Frawley, Kenneth C. Hill, Pamela Munro, University of California Press, Berkely, Los Angeles
- A book in an unwritten language, Acta Lingvistica Hafniensia vol 27 parte 1, s. 79-89, 1994

| Controllo di autorità | VIAF (EN) 24668131 · ISNI (EN) 0000 0000 8103 232X · LCCN (EN) n80142092 · BNF (FR) cb12305657s (data) · J9U (EN, HE) 987007279022505171 |